# Шовкошитний Володимир Федорович

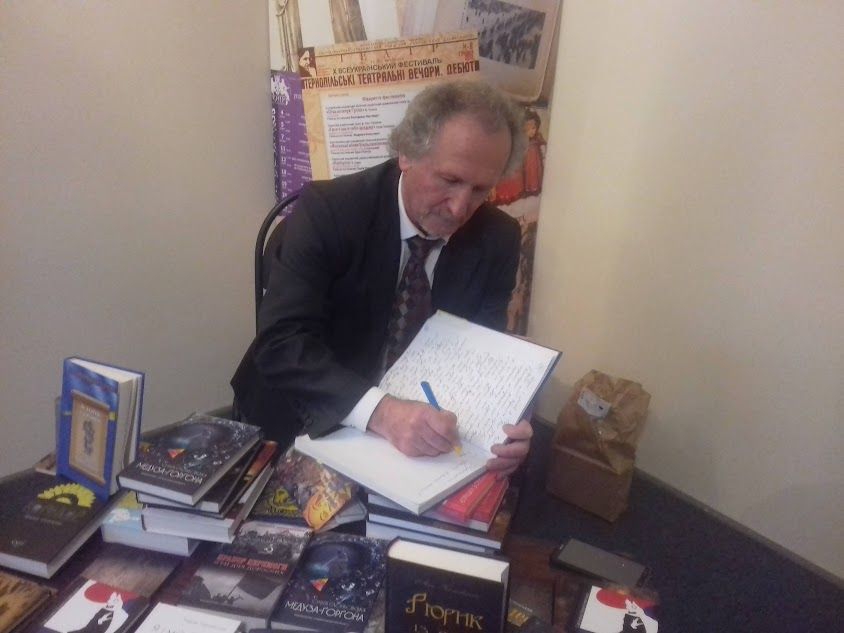
Зустріч з Володимиром Шовкошитним в Бібліотеці-музеї «Літературне Тернопілля»

Володи́мир Фе́дорович Шовкоши́тний (16 липня 1956, с. Світанок Переяслав-Хмельницького району Київської області)  — український поет, прозаїк, публіцист, громадський, політичний та державний діяч, доктор філософії в галузі політології, народний депутат України І скликання, ліквідатор наслідків аварії на ЧАЕС, президент Міжнародної організації «Союз Чорнобиль» (1990–2003), один із засновників Української екологічної асоціації «Зелений світ», перший заступник голови Національної спілки письменників України (НСПУ).

## Життєпис
Народився 16 липня 1956 року в с. Світанок Переяслав-Хмельницького району Київської області.
Закінчив Київський геологорозвідувальний технікум (1971–1975, технік-геофізик), загальнотехнічний факультет Київського політехнічного інституту (1980–1983), Всесоюзний заочний політехнічний інститут (1983–1986, інженер-теплоенергетик), Вищі літературні курси Спілки письменників СРСР при Літературному інституті імені М.Горького (Москва, 1987–1989).
1974–1975 — технік-геофізик польової партії № 94 (тайгова експедиція в Хабаровському краї Росії).
1975–1977 — служба в Радянській армії.
1978–1986 — оператор, старший оператор, начальник зміни хімічного цеху Чорнобильської АЕС (м. (Прип'ять).
1986–1987 — керівник групи ліквідації наслідків аварії на Чорнобильській АЕС.
З червня 1990 — президент Всесоюзної (СРСР) організації «Союз Чорнобиль».
З грудня 1991 по 2003 рік — президент Міжнародної організації «Союз Чорнобиль».
Був керівником управління з виховної роботи Міжрегіональної академії управління персоналом.
У березні 1990 року обраний народним депутатом України (з 12 претендентів). Входив до «Народної ради» (фракції Конгресу національно-демократичних сил). Обіймав посаду голови підкомісії з проблем 30-кілометрової зони Комісії Верховної Ради України з питань Чорнобильської катастрофи.
Співавтор основних державотворчих актів України, серед них — Декларація про державний суверенітет України, Акт проголошення незалежності України та Конституція України.
Член-засновник Демократичної партії України, заступник голови ДемПУ (1997—1998), голова Київської міської організації ДемПУ (1996 — 11.1999); член президії Національної ради ДемПУ (12.1996 — 12.1999), голова Національної ради ДемПУ (03.1999 — 12.1999).
Заступник голови Української народної партії «Собор» (з 12.1999), член президії Центральної ради (з 12.1999), голова Київської міської організації (з 12.2000).

З 1989 року постійний позаштатний кореспондент журналу «Ранок».
Член Національної спілки письменників України з 1988 року.
Заступник голови Національної спілки письменників України (з 2011).
Проживає в Києві.
Володіє українською, білоруською, польською та російською мовами.

## Родина
- Молодший син Георгій, позивний Армані[1] (7 грудня 1982 — 1 вересня 2024) — український військовослужбовець, лейтенант, командир протитанкового взводу, доброволець, воював під Бахмутом, під Авдіївкою, на Сумщині. Загинув біля Малої Токмачки на Запорожжі.[2][3][4][5][6][7][8]

## Творчий доробок
Автор збірок поезій:
- «Эхо апреля» (1987),
- «Жорстоке свято» (1990),
- «Фантомний біль» (1994),
- «Занедбаний рай» (1996),
- «Торкнутися небес» (2009).

Прозових книг:
- «Тяжкий хрест» (1996);

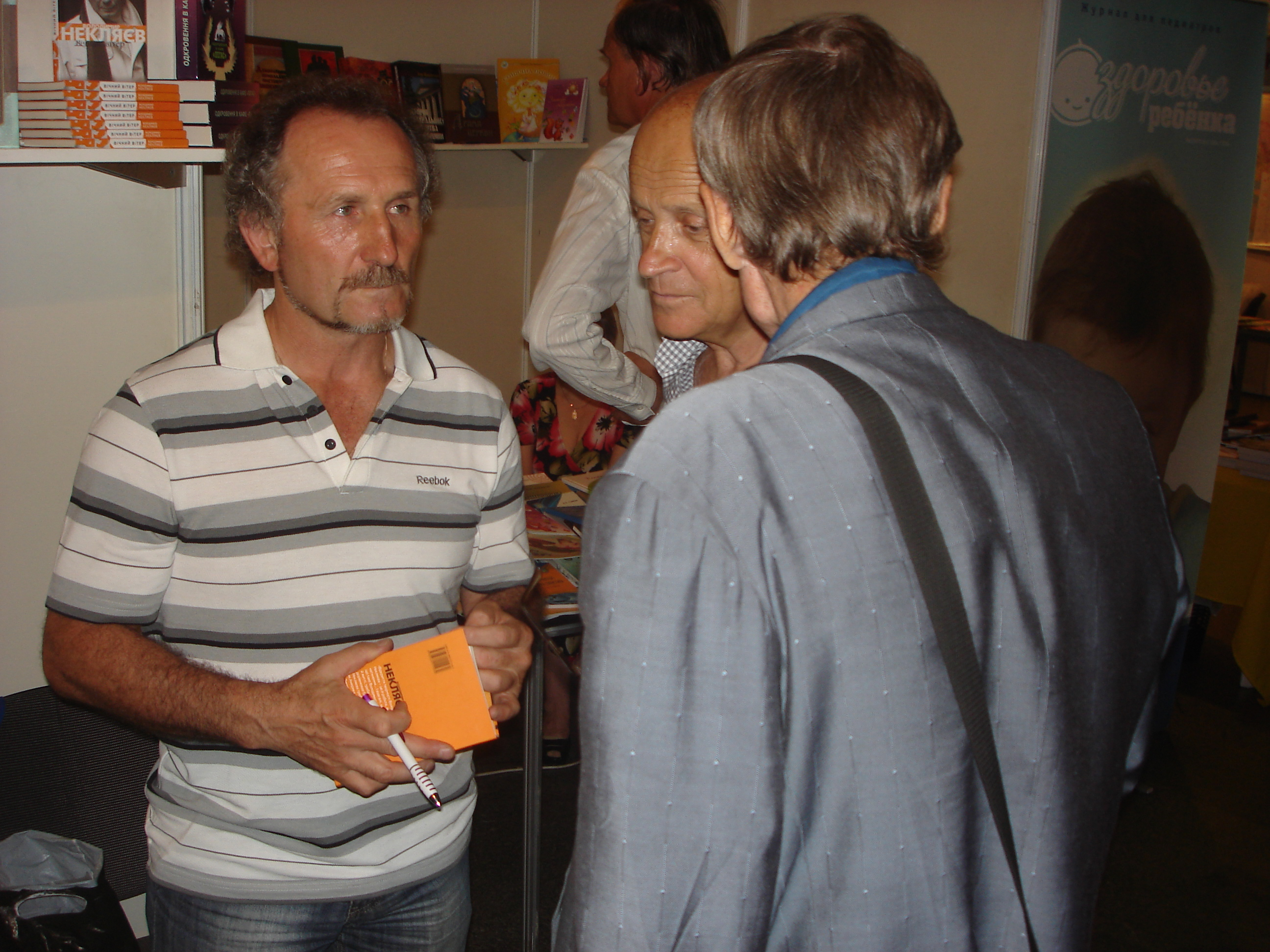
Письменник Шовкошитний В. Ф.(ліворуч) на Міжнародному книжковому ярмарку в Українському домі (2011, Київ). Праворуч письменник Слабошпицький М. Ф.

Книжки В. Ф. Шовкошитного на розкладці Міжнародного книжкового ярмарку в Мистецькому арсеналі, Київ, 2012

- «Герої народжуються на могилах героїв» (2004);
- «Кров свята» (історичний роман у трьох книгах): «Хресна путь», «Білий Кречет» та «Боривітри»(2014).
- Володимир Шовкошитний, Юрій Косін. Я бачив. К.: Український пріоритет. 2016. ISBN 978-617-7398-04-1

Музичних альбомів:
- «Фантомний біль»;
- «Занедбаний рай»;
- «Барди Чорнобиля».

Автор сценарію фільму:
- «Хрест» (1996)

Співавтор сценаріїв фільмів:
- «Поріг» (1988)

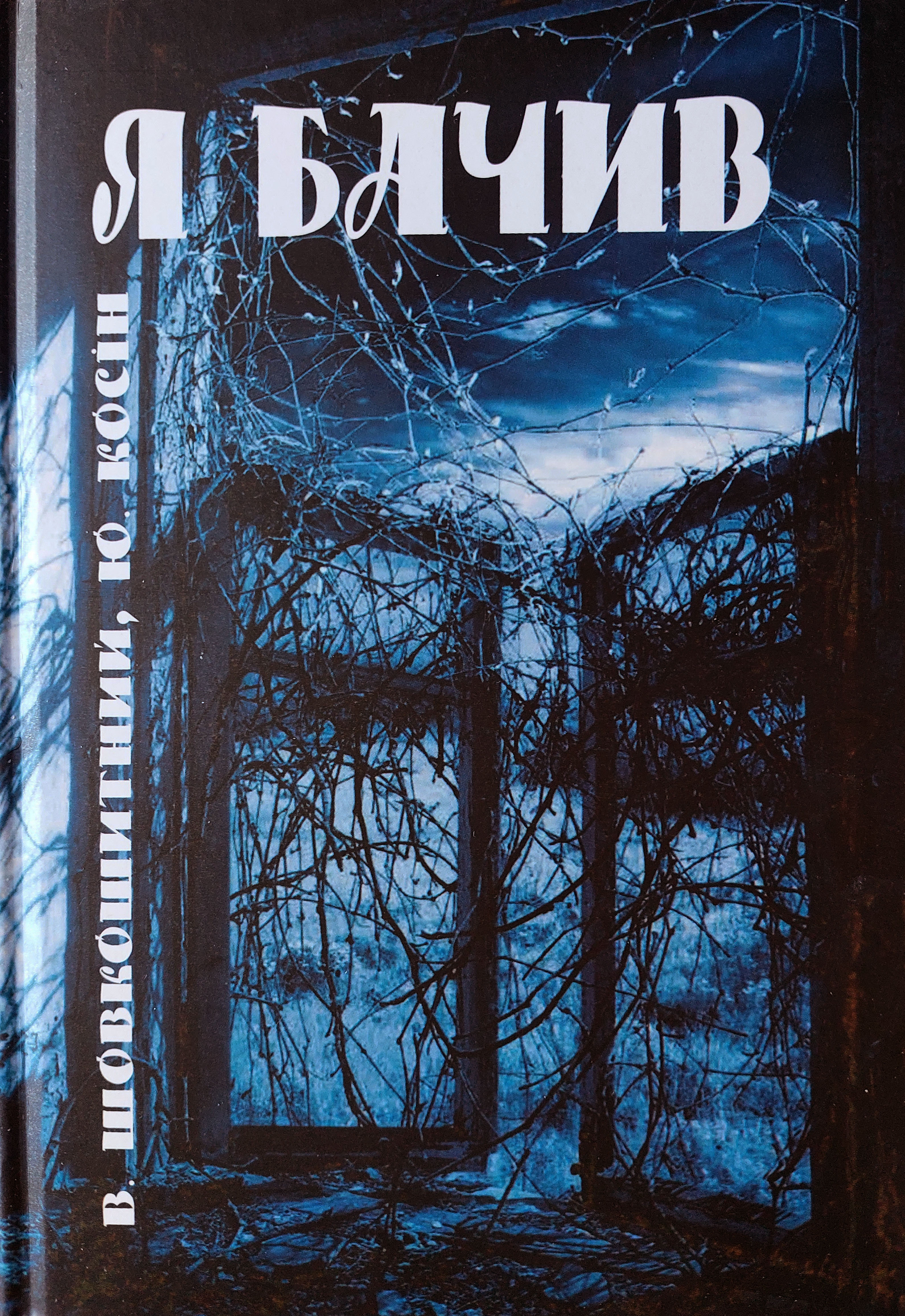
В. Шовкошитний, Ю. Косін. «Я бачив». 2016.

- «Просвітлої дороги свічка чорна» (1989)
- «Чорнобиль, трагедія і надія» (1996)

## Відзнаки
- Почесний професор-асистент університету Південної Флориди(1995, США)
- Літературна премія імені О. Бойченка (1987);
- Літературна премія ЛКСМУ імені Миколи Островського (1988).
- Премія імені Василя Стуса за роман «Білий Кречет».[9]
- Міжнародна літературна премія імені Миколи Гоголя «Тріумф» (2015)[10] за роман «Боривітри».[9]
- Медаль «Івана Мазепи» (2016).[11]
- Лауреат Міжнародної літературної премії імені Григорія Сковороди «Сад божественних пісень» (2016).[12]
- Міжнародна літературно-мистецька премія імені Пантелеймона Куліша (2017)[13].